# 瓜爾佳氏 (胤礽嫡福晋)
蘇完瓜爾佳氏（すわんぐわるぎゃし、17世紀 - 康熙57年（1718年）7月）は清の皇太子胤礽の正室。中国史上最後の正式に冊立された皇太子妃。滿洲正白旗出身。三等伯兼都統石文炳の娘、和碩額駙兼定南将軍石華善の孫娘。允胤が廃太子されると、瓜爾佳氏も皇太子妃の身分を失った。別称、二阿哥（胤礽）福晋。

## 家族
実家の蘇完瓜爾佳氏は皇族と深い繋がりを持つ名門氏族で、嫡母や嫡祖母は皆宗室出身だった。

## 生涯
彼女に関する最も古い記録は、康熙34年（1695年）6月に、皇太子妃として冊立されたときである。
康熙36年（1697年）11月11日、胤礽の第三女・郡主を産む。
康熙47年（1708年）9月18日、胤礽の最初の廃太子の際、胤礽とともに咸安宫に幽閉された。
康熙48年（1709年）3月、胤礽が再び立太子、瓜爾佳氏もまた再び皇太子妃となった。
康熙51年（1712年）11月16日、胤礽が再び廃太子されると、胤礽とともに咸安宫に幽閉された。
康熙帝57年（1718年）5月、重病に陥った。康煕帝は他の福晋と同じように葬儀をするよう命じた。同年7月、逝去。

## 伝記資料
- 『清史稿』
- 『清実録』